# 2006 en Australie
Chronologie de l'Australie
- 2002
- 2003
- 2004
- 2005
- 2006
- 2007
- 2008
- 2009
- 2010

Cet article présente les faits marquants de l'année 2006 en Australie.

## En exercice
- Monarque –  Reine Élisabeth II
- Gouverneur général – Michael Jeffery
- Premier ministre – John Howard

## Évènements
- 1er janvier : Des incendies de végétation se déclenchent dans les états du Victoria et de la Nouvelle-Galles du Sud, à la suite d'un des Nouvel An les plus chauds enregistrés[1].
- 16 janvier : Démission de Geoff Gallop, Premier ministre d'Australie-Occidentale[2].
- 20 mars : Le cyclone Larry touche l'extrême nord de l'état du Queensland[3].
- 21 avril : Jacob Kovco est le premier soldat australien mort lors de la guerre d'Irak[4].
- 25 mai : L'armée australienne est déployée est le Timor oriental après des violences[5].
- 17 juillet : La plus importante inondation de l'histoire du pays touche la côte ouest à la pointe Escarpée[6].
- 29 juillet : Référendum à Toowoomba dans le Queensland sur une éventuel recyclage d'eau usée pour la consommation. 60% des habitants votent contre à la proposition[7]. Le débat est suivi de près dans tout le pays, dans un contexte de crise de l'accès à l'eau[8].
- 25 octobre : Le ministre de la New South Wales Police Force, Carl Scully, est viré après la révélation qu'il a menti à deux reprises au sujet des affrontements raciaux de 2005 à Cronulla[9].
- 4 décembre : Élections (en) au sein du parti travailliste[10].

## Culture
- 28 mai : Le film 10 canoës, 150 lances et 3 épouses est le premier film dans une langue aborigène à gagner un prix au Festival de Cannes 2006[11].
- 4 juin : Le dernier épisode de Blue Heelers (en) est diffusé, douze ans après le début de la série de procédure policière et son nombre record d'épisodes (510)[12].
- Célébration des 50 ans de la télévision en Australie[13].
- Le film d'animation Happy Feet sort en salles et est 10e au box-office mondial cette année[14].

## Sports
- 1er janvier : La fédération d'Australie de football quitte la Confédération du football d'Océanie et devient membre de la Confédération asiatique de football[15].
- 10-26 février : L'Australie remporte deux médailles (dont une en or) lors des Jeux Olympiques d'hiver.
- 28 février : L'équipe de Melbourne Tigers bat Sydney Kings et remporte le championnat d'Australie de basket-ball[16].

- 5 mars : La première édition du A-League Men Grand Final (en), un match de football qui détermine le vainqueur du championnat d'Australie, a lieu. Le Sydney FC remporte le match 1-0 contre Central Coast Mariners[17].
- 15-26 mars : L'Australie accueille les Jeux du Commonwealth et finit première au classement pour la cinquième fois d'affilée, avec un record de 221 médailles (dont 84 en or).
- 12 juin : L'équipe nationale masculine de football joue son premier match de Coupe du Monde en 32 ans. Elle gagne 3-1 contre le Japon[18].
- 1er octobre : Le club de rugby à XIII de Brisbane Brancos remporte la National Rugby League en battant Melbourne Storm[19].

## Décès
- 1er janvier : Dawn Lake, actrice
- 2 février : Reginald Swartz (en), député et ministre
- 9 mars : Harry Seidler, architecte
- 28 août : Donald Chipp, homme politique et fondateur du Parti démocrate australien
- 4 septembre : Steve Irwin, animateur de télévision et zoologiste
- 3 octobre : Peter Norman, athlète
- 25 décembre : Bob Cotton (en), sénateur et ministre